# Menhir de Launay-Trégon
Le menhir de Launay-Trégon est situé à Trégon dans le département français des Côtes-d'Armor.

## Description
Le menhir est en diorite. Il mesure 1,85 m de hauteur pour 1,25 m de largeur et 1 m d'épaisseur. Il semble avoir été taillé au niveau du sommet.